# Robin des Bois (film, 1991)
Pour les articles homonymes, voir Robin des Bois (homonymie) et Robin Hood.
Pour plus de détails, voir Fiche technique et Distribution.
Robin des Bois (Robin Hood) est un film américano-canado-germano-britannique réalisé par John Irvin et sorti en 1991.

## Synopsis
Au XIIe siècle, en Angleterre. Le seigneur normand Folcanet et ses hommes exercent leur tyrannie sur les Saxons en l'absence du roi Richard, parti en croisade. Robert Hode, comte de Huntingdon, va organiser la résistance avec un groupe de Saxons rebelles cachés dans la forêt. Il se fera appeler Robin des Bois.

## Fiche technique
- Titre français : Robin des Bois
- Titre original : Robin Hood
- Réalisation : John Irvin
- Scénario : Sam Resnick et John McGrath, d'après une histoire de Sam Resnick
- Musique : Geoffrey Burgon
- Photographie : Jason Lehel
- Montage : Peter Tanner
- Décors : Austen Spriggs
- Costumes : Emma Porteous
- Direction artistique : Keith Pain
- Production : Sarah Radclyffe, Tim Bevan (co)

Producteur délégué : John McTiernan
Producteur associé : Chris Thompson
- Sociétés de production : 20th Century Fox Television, CanWest Global Communications, Westdeutscher Rundfunk et Working Title Films
- Distribution :  Fox Network (TV),  20th Century Fox
- Genre : aventure, action
- Durée : 116 minutes
- Pays d'origine :  Canada,  Allemagne,  Royaume-Uni,  États-Unis
- Langue originale : anglais
- Budget :
- Format : Couleur - 1.85:1 - Son Dolby
- Dates de sortie[1] :
  - États-Unis : 13 mai 1991 (Fox TV)
  - Royaume-Uni : 17 mai 1991 (Fox TV)
  - France : 19 juin 1991

## Distribution
- Patrick Bergin (VF : Bernard Bollet) : Sir Robert Hode / Robin des Bois
- Uma Thurman (VF : Christiane Azela) : Dame Marianne
- Jürgen Prochnow (VF : Pierre Dourlens) : Sir Miles Folcanet
- Jeroen Krabbé : Baron Roger Daguerre
- Owen Teale : Will Scarlett
- David Morrissey (VF : Stéphane Bazin) : Petit Jean
- Edward Fox : Prince John
- Alex Norton (VF : Michel Barbey) : Harry
- Danny Webb : Much